# Formation missing man

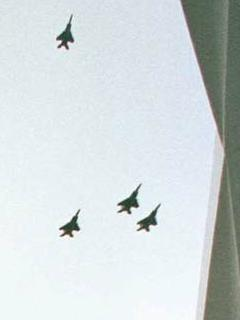
F-15 en formation missing man.

La formation aérienne Missing Man (français : « formation du disparu ») est un salut aérien effectué dans le cadre d'un survol d'avions militaires pour une cérémonie funéraire, notamment en mémoire d'un pilote mort.
Cette formation consiste généralement en un regroupement de trois appareils formant un triangle proche de la formation finger-four. Dans le cas de plusieurs appareils, de préférence en nombre impair, le triangle s'agrandit. L'avion de tête est un pilote proche du disparu et une fois rendu près du lieu voulu, l'avion formant le côté droit de la figure quitte la formation signifiant ainsi qu'il manque maintenant quelqu'un pour la figure.
C'est une tradition qui remonte à la Première Guerre mondiale, probablement de la Royal Air Force. La première fois qu'elle est utilisée pour quelqu'un d'autre qu'un aviateur est pour le roi George V en 1936.
Lors de la Seconde Guerre mondiale, les escadrilles qui revenaient de mission prenaient la même position qu'à l'aller, laissant des espaces vides dans la formation pour les avions qui n'étaient pas rentrés, ce qui permettait de les identifier immédiatement.